# Luanchuanraptor
Luanchuanraptor è un genere di dinosauro vissuto in Cina nel tardo Cretaceo, era lungo 1,8 m. Il suo nome significa "ladro di Luanchuan".

## Parentele
È un taxon di posizione incerta.